# Guambiano
Guambiano je jihoamerický domorodý jazyk barbakoské jazykové rodiny. Hovoří jím asi 23 500 domorodců v andské části Kolumbie. Tento jazyk se vyučuje na školách a jeho písmem je latinka. 